# Centrum Badań nad Terroryzmem Collegium Civitas
Centrum Badań nad Terroryzmem – jednostka badawcza działającą w ramach struktur organizacyjnych Collegium Civitas. Powstało w czerwcu 2005 r. Działalność Centrum ma charakter naukowo – badawczy i analityczny. Tematyka, wokół której skupione są badania prowadzone w Centrum, związana jest z szeroko pojmowanymi badaniami nad terroryzmem międzynarodowym i jego zwalczaniem.
Centrum jest jednostką naukową prowadzącą badania i przygotowującą analizy między innymi na zlecenie organów administracji rządowej, których wyniki wykorzystywane są przez osoby podejmujące decyzje związane z planowaniem działań w zakresie przeciwdziałania zagrożeniom bezpieczeństwa i porządku publicznego. Centrum przygotowuje również analizy zagrożeń i ryzyka na zlecenie instytucji pozarządowych i prywatnych. Działania Centrum przyjmują zróżnicowane formy: od konferencji i seminariów, przez organizowanie spotkań z zaproszonymi ekspertami, badaczami i politykami, aż po publikowanie wyników prowadzonych badań.

## Obszar zainteresowań
W obszarze zainteresowań Centrum znajdują się między innymi takie zagadnienia jak:
- definiowanie zagrożeń terrorystycznych,
- ewolucja współczesnego terroryzmu,
- psychologia terroryzmu,
- socjologiczne aspekty terroryzmu,
- przeciwdziałanie terroryzmowi,
- narzędzia zwalczania terroryzmu,
- ocena i analiza ryzyka,
- podstawy prawne zwalczania terroryzmu,
- prawa człowieka w kontekście zwalczania terroryzmu,
- zagadnienia związane ze środkami masowego przekazu,
- międzynarodowa współpraca w zwalczaniu terroryzmu.

## Skład osobowy
Centrum Badań nad Terroryzmem gromadzi naukowców i ekspertów zajmujących się terroryzmem w kontekście swoich specjalizacji naukowych. Stanowi platformę wymiany poglądów, opinii, wyników badań i doświadczeń ludzi, którzy na zjawisko terroryzmu patrzą przez pryzmat stosunków międzynarodowych, socjologii, psychologii, sztuki wojennej, prawa wewnętrznego i międzynarodowego oraz politologii, bankowości, finansów, ekonomii, antropologii, kulturoznawstwa oraz wszystkich dziedzin, które mogą przyczynić się do zwiększenia sumy wiedzy o terroryzmie i możliwościach przeciwdziałania mu.  Twórcy i współpracownicy Centrum Badań nad Terroryzmem stanowią także większość kadry naukowej Podyplomowego Studium w Zakresie Analizy Bezpieczeństwa i Zagrożeń Międzynarodowych.

### Kierownictwo Centrum
- Dyrektor – dr Krzysztof Liedel
- Sekretarz – dr Paulina Piasecka

### Rada Naukowa
- dr Tomasz Aleksandrowicz,
- dr Tomasz Białek,
- dr hab. Bartosz Bolechów,
- dr Robert Borkowski,
- mjr dr Michał Fiszer,
- prof. Zdzisław Galicki,
- Mariusz Handzlik(zm. 10 kwietnia 2010 r.),
- dr hab. Kuba Jałoszyński,
- Michał Jaworski,
- dr Krzysztof Karolczak,
- prof. Barry Kellman (DePaul University, College of Law),
- prof. dr hab. Jadwiga Koralewicz,
- dr Stanisław Kulczyński,
- dr Katarzyna Maniszewska,
- Andrzej Mroczek,
- prof. dr hab. Robert Mroziewicz (zm. 15 czerwca 2008 r.),
- Jerzy Mróz,
- dr Paulina Piasecka,
- płk dr Zbigniew Piątek,
- dr Eric Shibuya,
- Damian Szlachter,
- dr hab. Jarosław Tomasiewicz,
- płk prof. dr hab. Bernard Wiśniewski,
- dr hab. Sebastian Wojciechowski.

## Wydawnictwa
Centrum Badań nad Terroryzmem wraz z wydawnictwem Euro-Media publikuje kwartalnik Terroryzm: zagrożenia – prewencja – przeciwdziałanie. Pierwszy numer kwartalnika ukazał się w grudniu 2007 r.

## Współpraca
- Centrum Stosunków Międzynarodowych
- Asia-Pacific Center for Security Studies